# Морозов, Дмитрий Петрович (дирижёр)
Дмитрий Петрович Морозов – дирижёр, органист. Заслуженный деятель искусств Украины (2020)

## Биография
Дмитрий Морозов родился 10 ноября 1976 года в Харькове.

## Образование
- 1991-1995: Харьковское музыкальное училище имени Бориса Лятошинского, отделение хорового дирижирования (преподаватель Александр Линьков) и факультатив по органному исполнительству (преподаватель Валерий Климовский).
- 1995-1999: Харьковский национальный университет искусств им. Котляревского, кафедра хорового дирижирования (преподаватель Александр Линьков) и факультатив по органному исполнительству (руководитель Валерий Климовский).
- 2001-2005: Национальная музыкальная академия Украины им. П.И. Чайковского, кафедра оперно-симфонического дирижирования под руководством народного артиста Украины, профессора Вадима Гнедаша.
- 2004: Мастер-класс известного современного органиста, профессора Луиджи Челегина из Национальной академии Санта-Чечилия.
- 2005-2008: ассистент кафедры оперно-симфонического дирижирования Национальной музыкальной академии Украины имени П.И. Чайковского под руководством народного артиста Украины, профессора Вадима Гнедаша.

Совершенствовал мастерство у Е. Светланова  и Л. Челегина (Италия). 2002-10, 2015-17 - дирижер, с 2017 - главный дирижер Харьковского театра оперы и балета им. М. Лысенко; 2010–11 – дирижер, 2013–14 – худ. руководитель Воронежского оперного театра; 2011–14 – гл. дирижер Киевского театра оперетты, где осуществил постановки оперетт «Целуй меня, Кэт!» К. Портера, «Цыганский барон» И. Штрауса, проводил концерты симфонической музыки. На сцене Харьковского театра оперы и балета им. Н. Лысенко поставил спектакли современных авторов «Жатва скорби» («Панихида по умершим от голода») Е. Станковича, «Письма любви» В. Губаренко, «Снежная королева» А. Шимко, дирижировал спектаклями «Аида», «Травиата», «Трубадур» Дж. Верди , "Паяцы" Р. Леонкавалло, "Флория Тоска" Дж. Пуччини, "Алеко" С. Рахманинова, "Пиковая дама", "Евгений Онегин", "Лебединое озеро" П. Чайковского, "Князь Игорь" А. Бородина и др.  Основатель фестивалей «Оpen air» (г. Буча Киев. обл.), «Жемчужины мировой симфонической классики» (Харьков; 2008 осуществил мировую премьеру «Реквиема» А. Сальери).
В течение 20 лет занимается изучением древних церковных распевов. Его обработки – «Херувимская» сербского распева, «Благослови, душа моя» греческого распева, песнопения из Литургии Св. Пантелеймона и др. известны многим регентам.

## Награды
- В 1995 году стал лауреатом I премии Всеукраинского конкурса хоровых дирижеров им. Д. Бортнянского в Сумах.
- Получил вторую премию на Международном конкурсе имени С. Прокофьева на родине композитора, где работал пианистом-концертмейстером.
- За исполнение Пятой симфонии Бетховена ему было присвоено звание лауреата Харьковского фестиваля «Харьков мистецький» в номинации «Парад дирижеров».
- В 2002 году завоевал третью премию на II Международном конкурсе хоровых дирижеров им. Леонтовича в Киеве.
- В 2003 году участвовал как единственный представитель Украины в Международном конкурсе органистов им. М. Таривердиева в Калининграде.
- В 2005 году завоевал третью премию на III Международном конкурсе хоровых дирижеров имени Николая Леонтовича в Киеве.
- В 2007 году Дмитрий Морозов добился выдающегося достижения, победив в конкурсе Министерства культуры Украины на получение президентского гранта в области музыкального и театрального искусства.
- В 2010 году награжден Почетной грамотой Министерства культуры России, Международного славянского фонда и Российской академии художеств за вклад в сохранение духовного наследия славянских народов. Награду вручил лично Зураб Церетели.
- В 2019 году получил звание Заслуженного деятеля искусств Украины.
- В 2019 году он был удостоен звания профессора музыки в Католическом университете Новой Испании (Майами, Флорида, США).
- В 2019 году был награжден Золотой медалью Константиновского ордена Святого Георгия Двух Бурбонов короля Испании с присвоением ему звания Рыцаря Справедливости в знак признания его выдающихся художественных достижений.
- В 2020 году Золотая медаль за укрепление культурных связей между Украиной и Ватиканом.
- В 2020 и 2023 годах награжден двумя почетными дипломами Посольства Украины в Ватикане.